# Stylidium adenophorum
Stylidium adenophorum este o specie de plante dicotiledonate din genul Stylidium, familia Stylidiaceae, ordinul Asterales, descrisă de A. Lowrie și Amp; K.F. Kenneally. Conform Catalogue of Life specia Stylidium adenophorum nu are subspecii cunoscute.